# Pino del Río
Pino del Río település Spanyolországban, Palencia tartományban. Pino del Río Fresno del Río, Ayuela, Saldaña, Poza de la Vega, Villota del Páramo és Villazanzo de Valderaduey községekkel határos. Lakosainak száma 163 fő (2024).

## Népesség
A település népessége az elmúlt években az alábbi módon változott:
| Lakosok száma | 277  | 265  | 244  | 233  | 209  | 200  | 184  | 174  | 169  | 163  |
|               | 2001 | 2004 | 2007 | 2009 | 2012 | 2014 | 2017 | 2019 | 2022 | 2024 |